# Bernardia similis
Bernardia similis är en törelväxtart som beskrevs av Ferdinand Albin Pax och Käthe Hoffmann. Bernardia similis ingår i släktet Bernardia och familjen törelväxter. Inga underarter finns listade i Catalogue of Life.